# André Bounal
André Bounal (ur. 17 lipca 1890 w Paryżu, zm. 25 maja 1963 tamże) – francuski hokeista na trawie, który występował m.in. na pozycji napastnika, uczestnik Letnich Igrzysk Olimpijskich 1908 i 1920.
Na igrzyskach w Londynie, Bounal reprezentował swój kraj w dwóch spotkaniach (czyli we wszystkich, jakie Francja rozegrała na tym turnieju); były to mecze przeciwko ekipom: Cesarstwa Niemieckiego (1-0 dla Niemców) i Anglii (10-1 dla Anglii). W klasyfikacji końcowej, jego drużyna zajęła ostatnie szóste miejsce. Natomiast w 1920 r. na igrzyskach w Antwerpii, Bounal także wystąpił w dwóch spotkaniach; były to mecze z reprezentacjami: Belgii (3-2 dla Belgii) i Danii (9-1 dla Danii). Na tym turnieju, Francja zajęła czwarte miejsce (na cztery startujące ekipy). Bounal nie strzelił w nich ani jednego gola.